# Lorenzo Pusceddu
Lorenzo Pusceddu (Dolianova, 1964) is een Italiaans componist, muziekpedagoog en dirigent.

## Levensloop
Pusceddu studeerde aan het conservartorium van de universiteit van Cagliari. Hij werd na zijn muziekstudies directeur van de muziekschool “Scuola Civica di Musica“ in Sinnai. Eveneens werd hij dirigent van de “Banda Comunale G. Verdi“ van Sinnai, het stedelijke (harmonieorkest). Verder is hij freelance componist en schreef tot nu (2009) rond 300 werken, meestal voor harmonie- en fanfareorkest en voor brassband. Hij richtte aldaar een internationale compositie wedstrijd op en is artistiek leider van het festijn “Concorsi internazionali di esecuzione e di composizione per banda “Città di Sinnai” of het "Sinnai International Wind Band Contest". 

## Composities

### Werken voor harmonie- of fanfareorkest of brassband
- 1992 Carezza, voor harmonieorkest
- 1998 Aria, voor altsaxofoon en harmonieorkest
- 1998 Ouverture Solenne, voor harmonie- of fanfareorkest
- 2000 Ceremonial Ouverture, voor harmonieorkest
- 2000 Four junior sketches, voor jeugd-harmonieorkest of brassband
  1. My bonnie lies over the ocean
  2. Polly Wolly Doodle
  3. College Song
  4. Up on the Housetop
- 2000 Sid Addir Babai, voor harmonieorkest
- 2000 Three popular classics, voor harmonie- of fanfareorkest of brassband
  1. Trumpet Voluntary van Jeremiah Clarke
  2. "Choral" uit de Symfonie nr. 1 van Johannes Brahms
  3. "Rondò alla Turca" van Wolfgang Amadeus Mozart
- 2001 Casual Suite in Es, voor harmonie- of fanfareorkest
  1. Entrance
  2. Simple song
  3. Folk dance
- 2001 Song for Carolina, voor harmonie- of fanfareorkest
- 2001 Together, voor harmonieorkest
- 2002 3 Episodi, voor harmonieorkest
- 2002 Erice, concertmars
- 2003 Caleidoscopio, voor harmonieorkest
- 2003 Contest Music, voor harmonieorkest
  1. Intrada (Maestoso - Allegro spirituoso)
  2. Lullaby (Andante)
  3. Gailly (Allegro)
- 2004 Christmas Medley, voor harmonie- of fanfareorkest
- 2004 Festival, voor harmonie- of fanfareorkest
- 2004 San Carlo, voor harmonieorkest (ter gelegenheid van het 20-jarig bestaan van de Banda Musicale "I Filarmonici", San Carlo Canavese, Turijn)
- 2004 Suite Antique, voor harmonieorkest
  1. Slow March
  2. Adagio
  3. Tempo di Pavana
- 2005 Prochytas, voor harmonieorkest (ter gelegenheid van het 20-jarig bestaan van de Banda Musicale Città di Procida, Napels)
  1. Curriccèdda (Borgo dei Pescatori)
  2. Sent'cò (Marina Grande)
  3. Chiaulèdda
  4. Procida
- 2005 Quiet Song, voor harmonie- of fanfareorkest
- 2005 Ding dong Merrily on high, voor harmonie- of fanfareorkest
- 2005 Divertimento, voor harmonieorkest
  1. Opening Fanfare
  2. Barcarola
  3. Humoritmique
  4. Sweet Tune
  5. Ballu Tundu
- 2006 Preludio e Danza, voor harmonie- of fanfareorkest
- 2006 Reana, concertmars voor harmonie- of fanfareorkest
- 2006 Terre del Vino, voor harmonieorkest
  1. Castello nella Nebbia (Misteriosamente - Allegro)
  2. Borgo (Allegro)
  3. Nostalgia (Andante)
  4. Vendemmia (Allegro con brio)
  5. Corteo Celebrativo (Maestoso)
- 2007 Acclamatio, voor harmonieorkest
  1. Prologo - Della Vitalità
  2. Del Caos
  3. Della Serenità
  4. Della Celebratione
- 2007 Campus, voor harmonie- of fanfareorkest
- 2007 Varcenum, voor harmonieorkest
- 2007 Piccola Suite, voor harmonie- of fanfareorkest
- 2008 Consonantia, voor harmonieorkest
- 2008 Sonus de Memoria, voor harmonieorkest
- Ballata
- Meditazione für 2 Flöten, voor twee dwarsfluiten en harmonieorkest
- Preludietto
- Serenata

- International Standard Name Identifier: 0000 0000 5085 3408
- Library of Congress Control Number: no2008074903
- Istituto Centrale per il Catalogo Unico: CFIV126065
- Virtual International Authority File: 21953289
- WorldCat: E39PBJbxC3Y6PK67WgHVqdFR8C